# Maják Bonavista
Maják Bonavista stojí na stejnojmenném mysu na ostrově Newfoundland v kanadské provincii Newfoundland a Labrador. Maják, který fungoval od roku 1843 do roku 1962, je nyní provinčním muzeem, v němž je umístěna expozice o životě na majáku v roce 1870.

## Historie
Byl postaven v letech 1841–1843, aby označoval vjezdy do zálivů Bonavista a Trinity a pomáhal námořníkům mířícím na Labrador. Je to čtvrtý nejstarší maják v Newfoundlandu. 
První lampy a reflektory pocházely z majáku Bell Rock ve Skotsku. Toto zařízení bylo později nahrazeno katoptrickým systémem. Oba historické světelné mechanismy, které skončily na mysu Bonavista, tedy ten ze Bell Rock i ten z ostrova Isle of May, instaloval Robert Oke, který působil jako první hlavní inspektor Newfoundland Lighthouse Service. V roce 1962 maják zhasl a nahradilo ho elektrické světlo na nedaleké ocelové skeletové věži.

## Světelná navigace
V roce 1842 bylo namontováno osvětlovací zařízení od firmy Kerr and MacBride z Greenocku z roku 1810 skládající se ze šestnácti Argandových lamp a reflektorů, které střídavě každé dvě minuty svítily červeným a bílým světlem. V roce 1850 byl nahrazen katoptrickým systémem z ostrova Isle of May ve Skotsku, který byl na Newfoundlandu poprvé instalován v roce 1850 Robertem Okem na majáku Cape Pine, později přemístěn na maják Harbour Grace Island a nakonec na mys Bonavista. Od 1. října 1860 byl interval zkrácen na devadesát sekund. V roce 1883 petrolejové lampy byly nahrazeny lampami na tulení olej. V roce 1895 byl instalován starý opravený otáčecí systém šesti Argandových hořáků a reflektorů. Maják vysílal dva bílé záblesky s následným červeným zábleskem. V roce 1962 byl historický systém nahrazen elektrickým světlem. V roce 1966 byla vedle majáku postavena ocelová skeletová věž a na ni přesunuto automatizované světelné zařízení, které vysílá bílé světlo každých deset sekund.

## Popis
Maják je dvoupatrová budova s čtvercovým půdorysem (9 × 9 m) postavena kolem zděné 9 m vysoké válcové věže zakončené ochozem a lucernou. Maják je natřen svislými čevenými a bílými pruhy.
V roce 1885 byl v sousedství majáku postaven dvoupatrový obytný dům a s mansardovou střechou a krytou chodbou byl propojen s majákem

## Muzeum
V roce 1970 byl maják restaurován a prohlášen za provinční historické místo (kulturní památku). Byl obnoven do podoby kolem roku 1870 a je provinčním muzeem. V budově se nachází nábytek a artefakty představující období před rokem 1870. Vystaven je vzácný katoptrický osvětlovací systém z roku 1816, tvořený olejovými lampami Argand a parabolickými zrcadly z leštěného stříbra. Exponáty o místním průmyslu zahrnují bednářství, rybolov, lov velryb a tulení a také ekologickou historii mysu Bonavista.

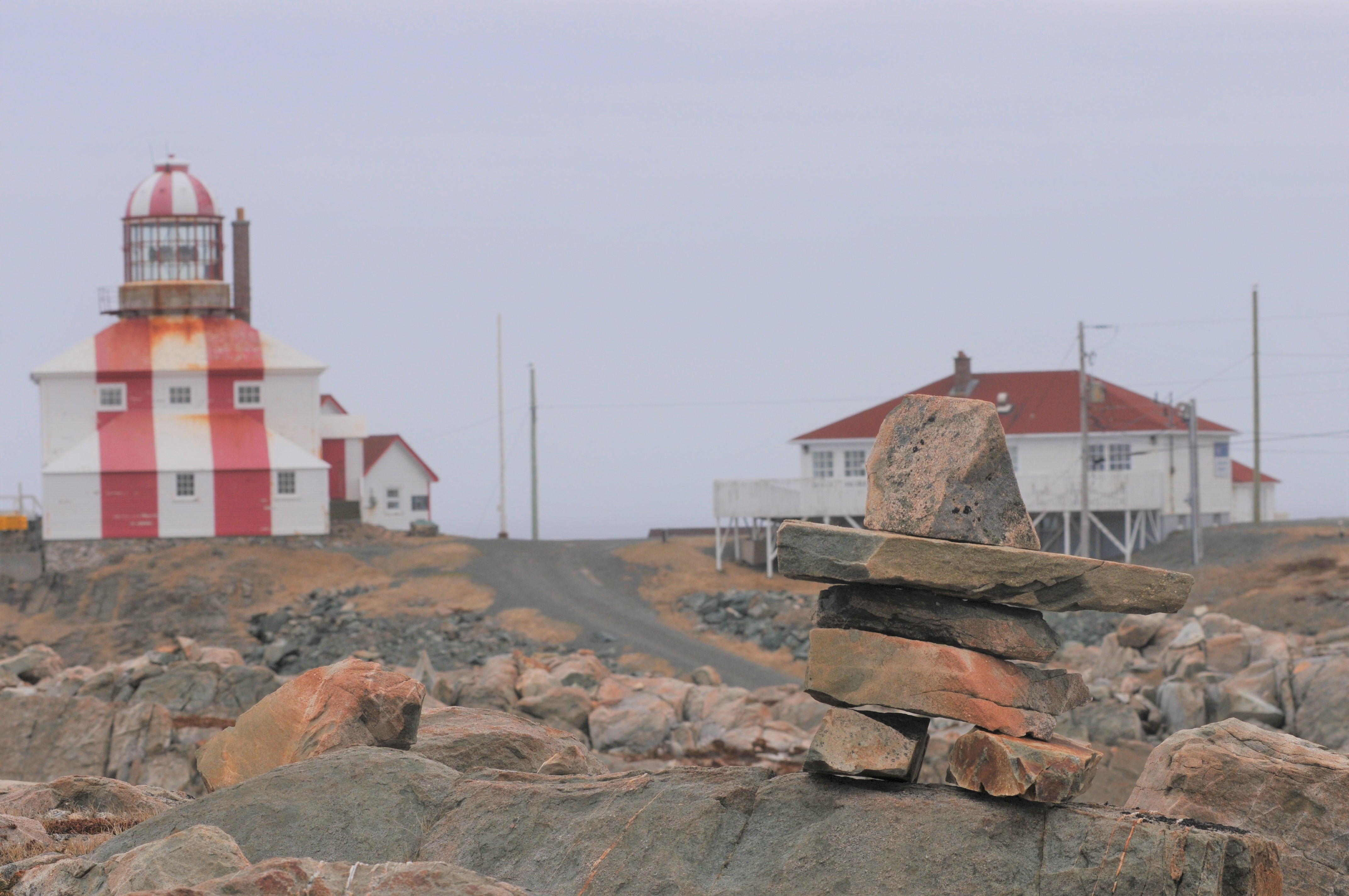
Maják Bonavista v roce 2013

Dne 3. srpna 2001 postihla mys Bonavista ničivá elektrobouře. Když blesky opakovaně udeřily do celého mysu, třikrát zasáhly věž majáku a způsobily požár. Rychlý zásah hasičů zabránil větším škodám.
Z ochozu majáku je možné pozorovat velryby, ledovce a papuchalky.

## Strážci majáku
Prvním strážcem majáku byl Jeremiah White, který se přistěhoval do Newfoundlandu z Irska. Maják měl být uveden do provozu v červnu 1842, ale kvůli opravám a vylepšením se tak nestalo. Jeremiah byl ubytován na majáku, aby odradil vandaly. V roce 1843 byl jmenován do funkce strážce a dalších cca deset let se na jeho místě vystřídali jeho synové Nicholas, Matthew a Thomas, ten byl jmenován na místo strážce v roce 1888. Po jeho smrti v roce 1895 nastoupil na jeho místo jeho syn Fred (vnuk Jeremiaha).
Seznam strážců majáku: Jeremiah White (1843 – 1867), Nicholas White (1867 –1877),  Matthew White (1878 – 1888),  Thomas White (1888 – 1895), Fred White (1895 - 1918), John Shelley (1918 – 1920),  Hubert Abbott (1923 – 1960), Clyde Purchase, John Hyde, Norm Howdsell.